# 물권적 청구권
물권적 청구권은 물권이 어떤 방해를 받고 있을 때 물권자가 침해자에 대하여 갖는 청구권을 말한다. 물권적 청구권에는 방해배제청구권, 목적물반환청구권, 방해예방청구권이 있다.
물권내용의 완전한 실현이 방해받고 있거나 방해받을 염려가 있는 경우에 그 방해자에 대하여 방해의 제거 또는 예방에 필요한 행위 등 물권내용의 실현을 가능하게 하는 행위를 청구할 수 있는 권리를 말한다. 물권의 객체가 금전인 경우에 점유가 인정되면 소유가 인정된다는 금전의 특수성 때문에 물권적 청구권이 인정되지 않으며 타인의 점유에 들어간 금전에 대해서는 부당이득반환청구권이 문제될 뿐이다. 그러나 금전이 일정한 화폐가치를 구현하는 것이 아니라 금전 자체를 중시하는 경우에는 그렇지 않다.배 타성을 전제로 하지 않는 유치권과 점유권에 대해서는 본권에 기한 물권적 청구권이 인정될 여지가 없다. 물권적 청구권자는 침해당하고 있거나 침해당할 염려가 있는 물권을 현재 정당하게 가지는 자이다. 물권적 청구의 상대방은 물권의 실현에 대한 방해원인을 현재 자기의 사회적 지배범위 안에서 둔 자이다. 객관적으로 물권내용의 실현을 방해하거나 방해할 염려가 있어야 하지만 상대방의 귀책사유는 요구되지 않는다.

## 참고 문헌
- 이상태, 《물권법》 법원사, 2009. ISBN 978-89-91512-42-9

## 같이 보기
- 대한민국 민법 제213조
- 대한민국 민법 제214조